# هیونا
این یک نام کره‌ای است؛ نام خانوادگی کیم است.
کیم هیون آه (به کره‌ای: 김현아) (به چینی: 金泫我/金泫雅) که بیش‌تر با نام هیون‌آ (به انگلیسی: HyunA) شناخته می‌شود، یک خواننده، مدل، مجری، طراح و ترانه‌سرا اهل کشور کرهٔ جنوبی است.
او عضو گروه واندر گرلز و ۴مینیت بود. وی در سال 2024 با یونگ جون‌هیونگ ازدواج کرد.

## زندگی خصوصی
هیونا در ۶ ژوئن ۱۹۹۲ در سئول متولد شده‌است. بعدها پدر و مادر او از هم جدا شده‌اند. مادر او نیز یک طراح مد است. همچنین او دو خواهر کوچک‌تر دارد.
هیونا در مدرسهٔ هنر و موسیقی کره تحصیل کرده و اکنون در دانشگاه کیونگ‌هی در رشتهٔ هنر تحصیل می‌کند.
او در سال ۲۰۱۸ اعلام کرد که با داون عضو گروه پنتاگون قرار میگذارد ولی در ۳۰ نوامبر سال ۲۰۲۲ هیونا در پستی که در اینستاگرام آپلود کرد،اعلام کرد از هم جدا شده اند

## زندگی حرفه‌ای

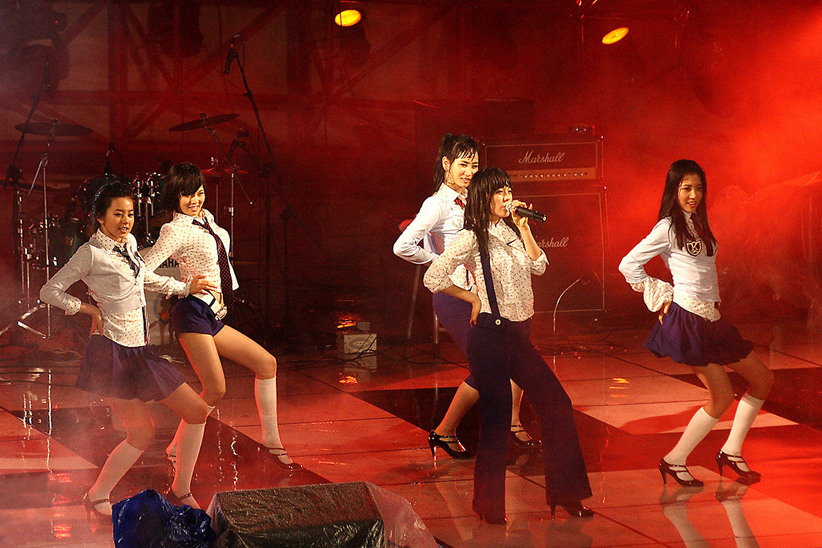
تصویری از کنسرت هیونا

او ابتدا به عنوان رهبر گروه واندر گرلز در سال ۲۰۰۶ به شهرت دست یافت اما یک سال بعد این گروه را به خاطر برخی مشکلات ترک کرد. او سپس وارد گروه دخترانه «۴مینیت» شد و تاکنون به همراه دیگر اعضای این گروه یک آلبوم کامل کره‌ای، سه آلبوم کره‌ای کوتاه، یک آلبوم ژاپنی کامل، شش تک‌آهنگ ژاپنی و چندین تک‌آهنگ کره‌ای را منتشر کرده‌است که موفق‌ترین آهنگ این گروه با نام «هات ایشو» (به انگلیسی: Hot Issue) بیش از ۴ میلیون نسخه فروش داشت.

او همچنین به همراه جانگ هیون سونگ عضو سابق گروه beast از سال ۲۰۱۱ در گروه دونوازی ترابل میکر (به انگلیسی: Trouble Maker) فعالیت می‌کند و تاکنون در این گروه دو آلبوم ترابل میکر و کمیستری (به انگلیسی: Chemistry) را منتشر کرده‌است.

هیونا دو آلبوم بابل پاپ (به انگلیسی: Bubble Pop!) و ملتینگ (به انگلیسی: Melting) را نیز شخصاً منتشر کرده که با موفقیت‌هایی همراه بوده‌اند.

هیونا در گانگنام استایل، پربازدیدترین نماهنگ یوتیوب، در کنار سای به ایفای نقش پرداخت و مدتی بعد نیز از روی این نماهنگ، نماهنگ اوپا ایز جاست مای استایل (به انگلیسی: Oppa Is Just My Style) را با همراهی سای اجرا و منتشر کرد.
موزیک ویدیو اوپا ایز جاست مای استایل (به انگلیسی: Oppa Is Just My Style) با 700 میلیون بیننده پر بازدیدترین موزیک ویدیو خواننده زن کی پاپ در یوتیوب است.

## جوایز و نامزدشدن‌ها

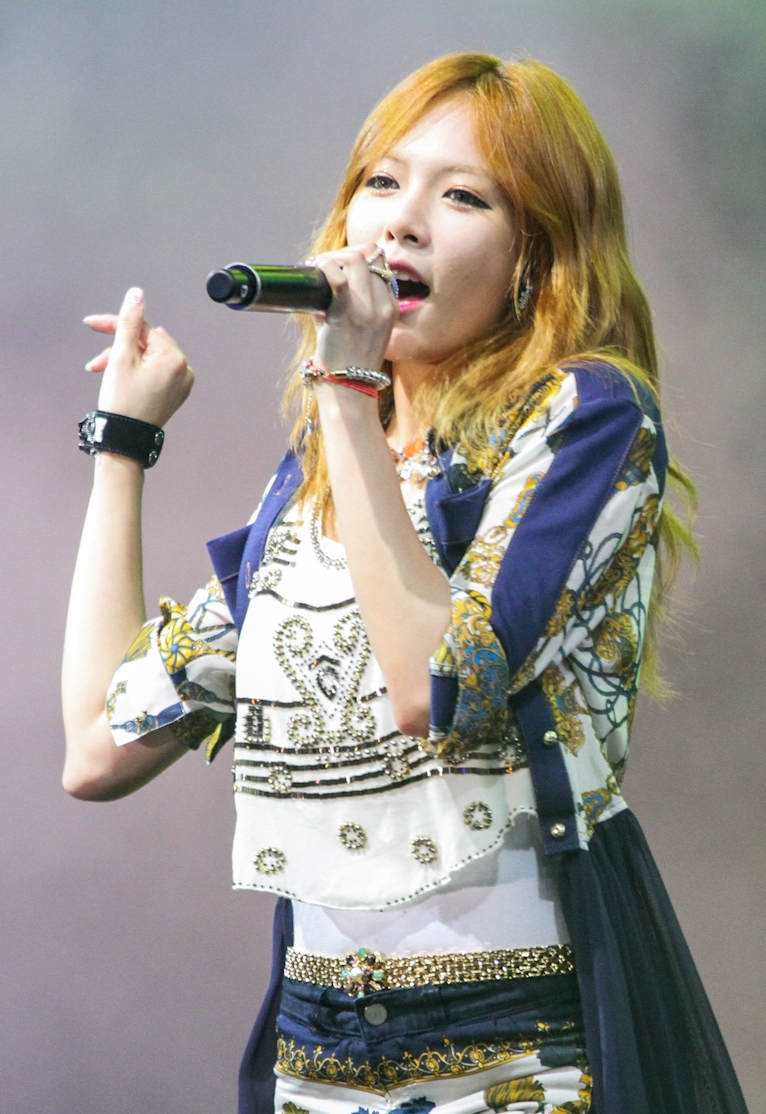

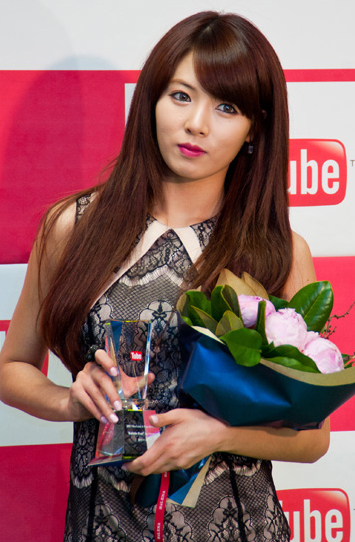

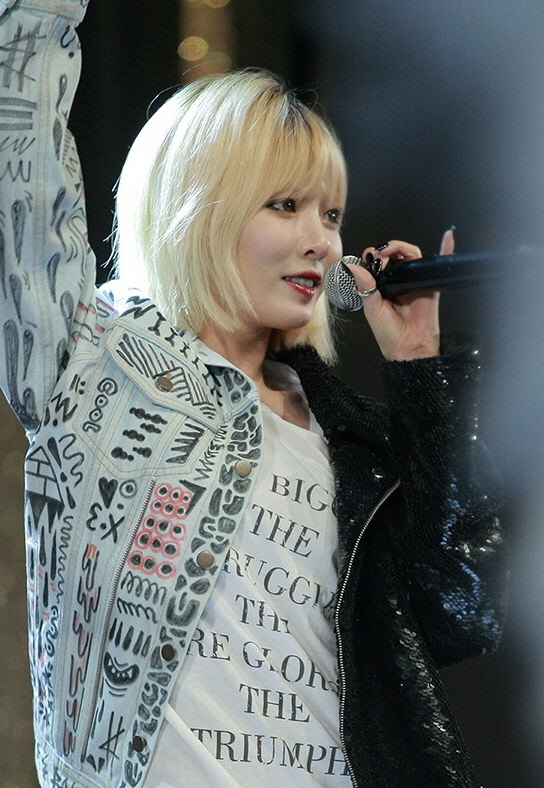

| سال                      | جایزه                        | نام اثر/شخص    | نتیجه    |
| ------------------------ | ---------------------------- | -------------- | -------- |
| Gaon Chart Awards        |                              |                |          |
| ۲۰۱۰                     | Streaming Award              | Change         | برنده    |
| Mnet Asian Music Awards  |                              |                |          |
| ۲۰۱۰                     | بهترین اجرای رقص تکی         | Change         | نامزدشده |
| ۲۰۱۱                     | بهترین اجرای رقص تکی         | بابل پاپ       | برنده    |
| ۲۰۱۲                     | بهترین اجرای رقص تکی         | بستنی          | نامزدشده |
| ۲۰۱۲                     | ترانه سال                    | بستنی          | نامزدشده |
| Soompi Gayo Awards       |                              |                |          |
| ۲۰۱۰                     | تک‌آهنگ برتر دیجیتال          | Change         | نامزدشده |
| ۲۰۱۱                     | خواننده برتر زن              | هیونا          | نامزدشده |
| ۲۰۱۱                     | ده خواننده برتر              | هیونا          | نامزدشده |
| ۲۰۱۱                     | ۵۰ آهنگ برتر (#۲۴)           | بابل پاپ       | برنده    |
| ۲۰۱۲                     | اجرای مختلط (مرد - زن) برتر  | بستنی          | نامزدشده |
| ۲۰۱۲                     | ۵۰ ترانه برتر (#۳۸)          | بستنی          | برنده    |
| allkpop Awards           |                              |                |          |
| ۲۰۱۰                     | بهترین هنرمند زن             | هیونا          | نامزدشده |
| ۲۰۱۱                     | بهترین هنرمند زن             | هیونا          | نامزدشده |
| ۲۰۱۱                     | بهترین شخصیت شبکه‌های اجتماعی | هیونا          | نامزدشده |
| ۲۰۱۲                     | بهترین هنرمند تکی            | هیونا          | نامزدشده |
| ۲۰۱۲                     | بهترین نماهنگ                | بستنی          | نامزدشده |
| YouTube Awards           |                              |                |          |
| ۲۰۱۱                     | پربیننده‌ترین نماهنگ          | بابل پاپ       | برنده    |
| Melon Music Awards       |                              |                |          |
| ۲۰۱۲                     | جایزه ستاره جهانی            | هیونا          | نامزدشده |
| VEVOCertified Awards     |                              |                |          |
| ۲۰۱۲                     | ۱۰۰٬۰۰۰٬۰۰۰ بیننده           | گانگنام استایل | برنده    |
| Mnet 20's Choice Awards  |                              |                |          |
| ۲۰۱۲                     | 20's Performance             | هیونا          | برنده    |
| SBS MTV Best of the Best |                              |                |          |
| ۲۰۱۲                     | Best Global                  | هیونا          | نامزدشده |
| ۲۰۱۲                     | بهترین اجرای زنده هنرمند زن  | هیونا          | نامزدشده |
| ۲۰۱۲                     | بهترین همکاری با سای         | گانگنام استایل | نامزدشده |
| Seoul Music Awards       |                              |                |          |
| ۲۰۱۳                     | Bonsang Award                | بستنی          | نامزدشده |
| ۲۰۱۳                     | Popularity Award             | بستنی          | نامزدشده |
| YinYueTai V-Chart Awards |                              |                |          |
| ۲۰۱۳                     | بهترین هنرمند زن کره‌ای       | هیونا          | برنده    |